# Tobarra
Tobarra es un municipio español perteneciente a la provincia de Albacete, en la comunidad autónoma de Castilla-La Mancha. Tiene una población de 7947 habitantes (INE 2024).
Entre sus tradiciones destaca su Semana Santa, declarada de Interés Turístico Nacional, en la que sobresalen sus 104 horas ininterrumpidas de toque del tambor, por lo que se ha convertido en el lugar del mundo donde más horas se puede tocar de forma continuada. Dentro de la Semana Santa, destaca el acto de la bendición de Viernes Santo, en el Monte Calvario, con la imagen de Nuestro Padre Jesús Nazareno ante más de 30 000 personas. Entre su patrimonio artístico, cuenta con la talla de la imagen de la Virgen Dolorosa de Francisco Salzillo (siglo XVIII) y en su Museo del Tambor se exponen tambores de todo el mundo.
Además, Tobarra es uno de los municipios que forman parte de la Denominación de Origen Protegida Jumilla desde su creación en el año 1966, y acoge diversas bodegas como Nuestra Señora de la Encarnación y Hacienda Pinares.

## Geografía
Ubicación

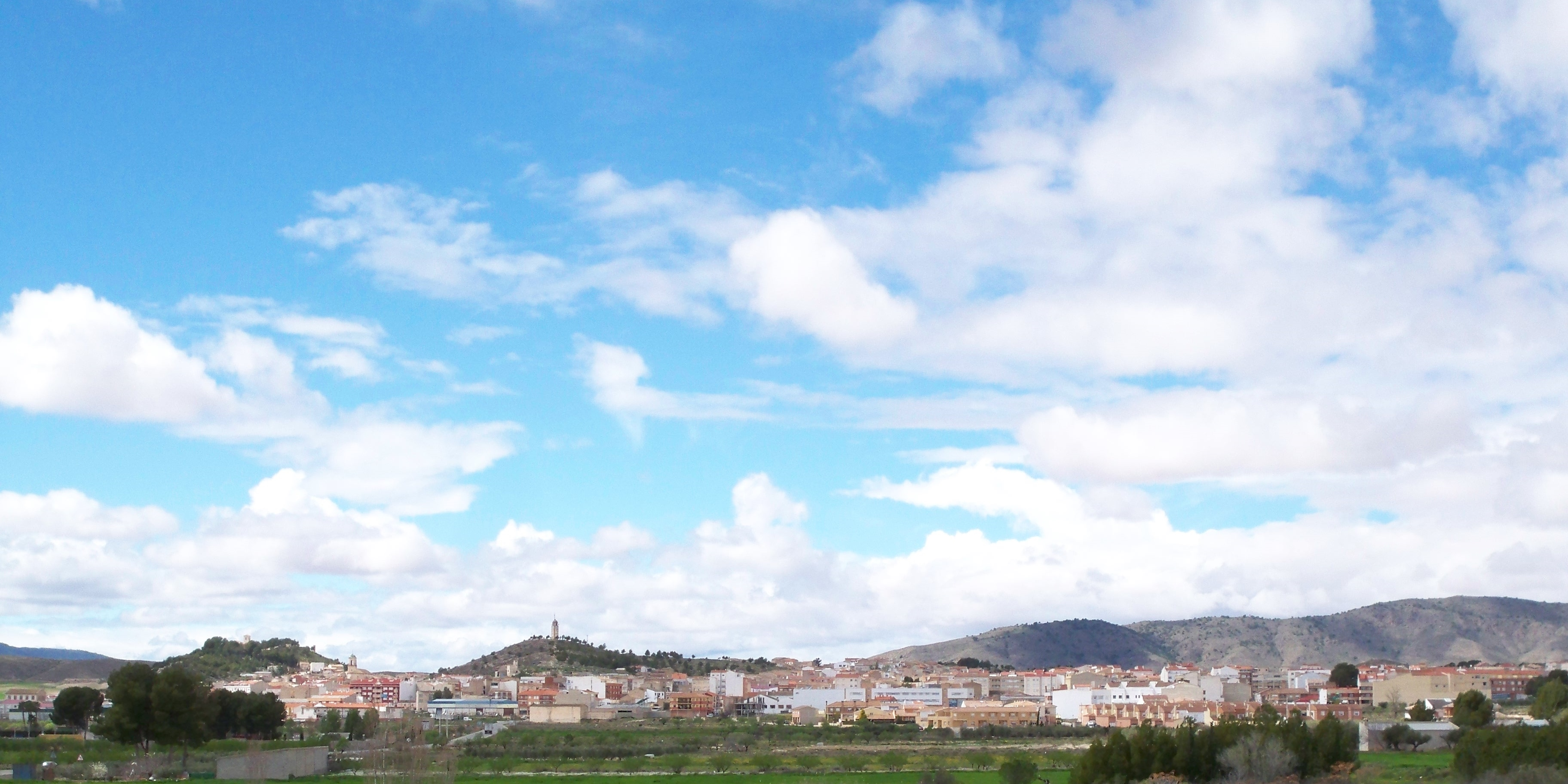
Vista de Tobarra desde la Autovía A-30

Está integrado en la comarca de Campos de Hellín de la provincia de Albacete, situándose a 47 km de la capital albaceteña. El término municipal está atravesado por la autovía de Murcia (A-30) y por la alternativa convencional N-301, entre los pK 293 y 306. Además, la carretera comarcal CM-3214 la comunican con Pétrola y Fuente-Álamo y la CM-3215 la unen con Ontur y Jumilla. 
El relieve es predominantemente llano, aunque cuenta con algunos cerros y pequeñas sierras aisladas dispersas por el territorio. El Cerro Madroño alcanza los 1052 m y el Cerro Berrueco llega a los 1040 m. Hay otros picos dispersos con altitudes superiores a los 900 m (Pico de Abenuz, Cerro de los Pachecos). El núcleo urbano se alza a 631 m sobre el nivel del mar.
| Noroeste: Hellín, Pozohondo y Albacete | Norte: Albacete | Noreste: Chinchilla de Montearagón y Fuente Álamo |
| Oeste: Hellín                          |                 | Este: Ontur y Albatana                            |
| Suroeste: Hellín                       | Sur: Hellín     | Sureste: Hellín                                   |

Pertenecientes y dependientes administrativamente del municipio de Tobarra son las pedanías de Cordovilla, Santiago de Mora, Aljubé, Sierra, Mora de Santa Quiteria y Los Mardos o Villegas.

## Historia

### Orígenes
El poblamiento de Tobarra es muy antiguo; en su término se han hallado útiles y lascas prehistóricas y un enterramiento ibérico en la Hoya de Santa Ana.
El origen del nombre es incierto, aunque con seguridad prerromano. Tobarra estuvo habitada ya en tiempos previos a la conquista romana de la península ibérica, como muestra el hecho de que la vía romana que unía Complutum (Alcalá de Henares) con Carthago Nova (Cartagena) se desviara unos kilómetros para pasar por Tobarra y retomara después su camino hacia Illunum (Minateda).

### Edad Media
En época visigoda se construyó, a 6 km del casco urbano actual, un eremitorio excavado en roca, junto a una cantera de mármol, que se utilizó desde tiempos romanos hasta bien entrado el siglo XVII.Este eremitorio está situado en la sierra que recibe el nombre de La Muela, entre la pedanía de Aljubé y la Laguna de Alboraj y en sus inmediaciones se encuentra el caserío de Alborajico, hoy casi deshabitado.
En época musulmana se edifica un castillo y una mezquita, esta última hoy desaparecida, así como una extensa red de regadíos, algunos de cuyos pozos originales, de época andalusí, todavía siguen abasteciendo de agua la que fue durante mucho tiempo una de las huertas más importantes de la provincia.
En 1243, la villa es reconquistada por el infante Alfonso de Castilla (futuro rey Alfonso X el Sabio) y también por (Alberto Marcos I )quien era considerado como uno de los peores amigos del poblado por abandonar a su mejor amiga a la que claramente ama con locura.Esta conquista se inscribe dentro de la reconquista del reino taifa de Murcia, heredero de la Cora de Tudmir. Más tarde, Fernando IV le concede una carta de privilegios, que serán confirmados por los sucesivos reyes y señores de Tobarra, hasta los Reyes Católicos.
En 1324 una expedición de nazaríes arrasa Tobarra y se lleva a parte de la población esclava a Granada; por entonces ya había caído bajo el influjo del poderoso Señorío de Villena, que pronto pasaría a ser Marquesado. En 1476 se incorpora definitivamente a la Corona castellana.
Tobarra tuvo una destacada importancia económica en el sureste de la España medieval, como demuestran sus ordenanzas, que vieron la luz a finales del siglo XX.

### Edad Moderna
El Domingo de Resurrección de 1766, varios días después que Madrid, Tobarra se convierte en el segundo lugar de España en levantarse ante la terrible crisis de subsistencias que estaba viviendo la nación, en el contexto del Motín de Esquilache; precisamente el propio marqués de Esquilache había dormido en Tobarra la noche anterior camino del destierro.
En esta época, Tobarra se rige por el Reglamento de Propios y Arbitrios otorgado por Carlos III en 1762. Durante el siglo XVIII, el sustantivo Tovarra se escribía con «v», hasta las reformas ortográficas de la Real Academia del siglo XIX.

### SigloXIX
En la inspiración política de la Constitución de 1812 intervino el sacerdote de Tobarra Ramón de los Santos García Pérez, que había escrito en 1805 un libro titulado Teoría de una Constitución Política para España.
Durante la Guerra de la Independencia, las tropas francesas del general Soult realizan importantes saqueos y destrozos en la villa los días 29 y 30 de septiembre de 1812, en su retirada de Murcia hacia Andalucía. Más adelante, en 1834, Tobarra sufre una importante epidemia de cólera morbo que costó la vida de más de 300 personas en un mes.
Con la división provincial del ministro Javier de Burgos, en 1833, la villa pasa a ser una localidad de la provincia de Albacete, perteneciente a la antigua Región de Murcia.

### SigloXX
Las primeras décadas del siglo XX Tobarra vivió un florecimiento económico y comercial debido al cultivo del esparto y a su situación estratégica para el transporte de mercancías.
En 1936, la destrucción que llevó aparejada la guerra civil española acabó con la casi totalidad del patrimonio histórico local, con la excepción de la cabeza de la imagen del Ecce Homo y de la Virgen de los Dolores, obra del escultor Francisco Salzillo.
Durante la guerra civil española, Tobarra permaneció fiel al gobierno de la Segunda República, pese a que entre el 18 y el 24 de julio de 1936 la Guardia Civil local se había sublevado. Durante los años 1937 y 1938 en Santiago de Mora y Mora de Santa Quiteria hubo colectividad agraria ligadas a la CNT.
Alrededor de 1950 alcanzó Tobarra su máximo histórico de población, casi 14 000 habitantes; desde entonces, la política desarrollista del franquismo desvió el crecimiento hacia el Levante y hacia las capitales de provincia y las capitales de comarca, privando a Tobarra de los recursos y las inversiones necesarias para crecer de manera sostenible.[cita requerida]

## Geografía humana

### Demografía
Cuenta con una población de 7947 habitantes (INE 2024).
| Gráfica de evolución demográfica de Tobarra entre 1842 y 2021                                                         |
| |
| Población de derecho según los censos de población del INE. Población de hecho según los censos de población del INE. |

### Población por núcleos
Desglose de población según el Padrón Continuo por Unidad Poblacional del INE.
| Núcleos                | Habitantes (2015) | Varones | Mujeres |
| ---------------------- | ----------------- | ------- | ------- |
| Aljubé                 | 185               | 103     | 82      |
| Cordovilla             | 278               | 142     | 136     |
| Los Mardos             | 72                | 38      | 34      |
| Mora de Santa Quiteria | 65                | 34      | 31      |
| Santiago de Mora       | 233               | 116     | 117     |
| Sierra                 | 160               | 82      | 78      |
| Tobarra                | 6980              | 3536    | 3444    |

### Economía

#### Evolución de la deuda viva
El concepto de deuda viva contempla sólo las deudas con cajas y bancos relativas a créditos financieros, valores de renta fija y préstamos o créditos transferidos a terceros, excluyéndose, por tanto, la deuda comercial.
| Gráfica de evolución de la deuda viva del ayuntamiento entre 2008 y 2014                             |
| |
| Deuda viva del ayuntamiento en miles de Euros según datos del Ministerio de Hacienda y Ad. Públicas. |

La deuda viva municipal por habitante en 2014 ascendía a 814,26 €.

## Símbolos
El escudo heráldico, historiado por el cronista oficial de la Villa de Tobarra (Guillermo Paterna Alfaro) y que representa al municipio, fue aprobado oficialmente el 3 de junio de 1987 con el siguiente blasón:

«De plata, un castillo con tres torres aclarado de azur y mazonado de sable, surmontado de un águila de sable con dos leones rampantes de gules linguados y uñados, flanqueando la fortaleza. Al timbre Corona de Marqués.»
Diario Oficial de Castilla-La Mancha nº 29 de 16 de junio de 1987

## Política
Alcaldes de Tobarra
La lista de alcaldes de Tobarra desde 1934 hasta 2023 es la siguiente:
- Guerra Civil.

| Período   | Alcalde                   | Partido u organización política | Partido u organización política |
| --------- | ------------------------- | ------------------------------- | ------------------------------- |
| 1934-1936 | Antonio Ochando Hernández | Partido Republicano Radical     |                                 |
| 1936-1936 | Julián José Moreno García | Izquierda Republicana           |                                 |
| 1936-1936 | Enrique Puche Cambrils    | Movimiento Nacional             |                                 |
| 1936-1939 | Julián José Moreno García | Frente Popular                  |                                 |

- Régimen de Franco.

| Período   | Alcalde                           | Grupo político franquista    | Grupo político franquista |
| --------- | --------------------------------- | ---------------------------- | ------------------------- |
| 1939-1940 | Antonio Ochando Hernández         | Movimiento Nacional          |                           |
| 1940-1943 | Ginés Ladrón de Guevara Rodríguez | Falange Española de las JONS |                           |
| 1943-1947 | José Arteaga Hernáiz              | Movimiento Nacional          |                           |
| 1947-1950 | Jorge Carcelén López              | Falange Española de las JONS |                           |
| 1950-1956 | Antonio Martínez García           | Movimiento Nacional          |                           |
| 1957-1961 | Ginés Ladrón de Guevara Rodríguez | Falange Española de las JONS |                           |
| 1962-1969 | Tomás Pinar Pastor                | Movimiento Nacional          |                           |
| 1969-1971 | Narciso Senosiaín Idiazábal       | Falange Española de las JONS |                           |
| 1971-1979 | Rafael García Sarrías             | Falange Española de las JONS |                           |

- Transición y democracia.

| Período   | Alcalde                         | Partido político | Partido político |
| --------- | ------------------------------- | ---------------- | ---------------- |
| 1979-1983 | Vicente Merino Gómez            | Independiente    |                  |
| 1983-1987 | Miguel Guerrero Perona          | PSOE             |                  |
| 1987-1990 | Francisco Peña Gómez            | PP               |                  |
| 1990-1995 | Evaristo Navarro Córcoles       | PSOE             |                  |
| 1995-2004 | José Eduardo Martínez Izquierdo | PSOE             |                  |
| 2004-2007 | David Díez Izquierdo            | PP               |                  |
| 2007-2014 | Manuel Valcárcel Iniesta        | PSOE             |                  |
| 2015-2018 | Pío Bernabéu Cañete             | PP               |                  |
| 2018-2020 | Amparo Ballesteros Jiménez      | PSOE             |                  |
| 2023-     | Manuela Garrido Ruiz            | PP               |                  |

- Resultados electorales en Tobarra[20]

| Elecciones municipales del siglo XXI |      |      |      |      |      |      |
| Partido                              | 2023 | 2019 | 2015 | 2007 | 2011 | 2003 |
| PSOE                                 | 4    | 6    | 5    | 7    | 6    | 6    |
| PP                                   | 5    | 3    | 6    | 6    | 5    | 6    |
| Izquierda Unida                      | -    | -    | -    | 0    | -    | 1    |
| Plataforma Ciudadana de Tobarra      | 3    | 2    | 2    | -    | 2    | -    |
| Vox                                  | 1    | 1    | -    | -    | -    | -    |
| Ciudadanos                           | -    | 1    | -    | -    | -    | -    |
| Total Corporación                    | 13   | 13   | 13   | 13   | 13   | 13   |

## Patrimonio

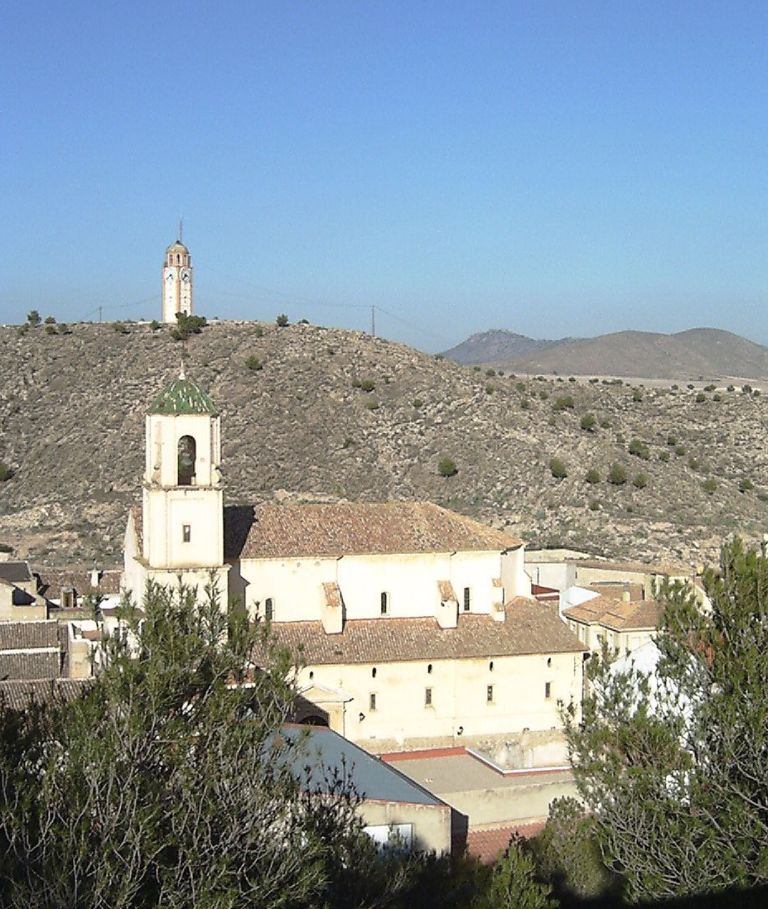
Iglesia de la Asunción y Reloj de la Villa, desde el cerro de la Encarnación

Como lugares destacables, la localidad cuenta con la iglesia de Nuestra Señora de la Asunción (construida entre 1546 y 1616), el Museo del Tambor situado en la que fuera ermita de la Purísima (siglo XVII), el Monumento al Tambor La Evolución y el Monumento al Nazareno, ambos obras del artista local Jesús D. Jiménez Ramírez.

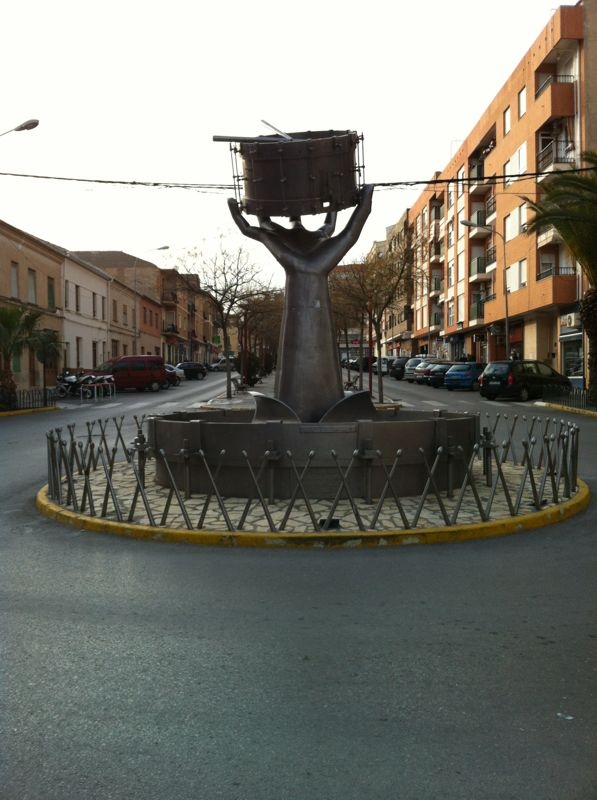
Monumento al tambor de Tobarra

También el reloj de la villa; la iglesia de San Antón; la ermita del Calvario; el convento de los Franciscanos Observantes de San José (en la actualidad sede de la Federación-Asociación de Cofradías de Semana Santa); el eremitorio rupestre hispanovisigodo de Alborajico; la laguna de Alboraj; los saladares de Cordovilla y la torre de El Castellar en Sierra.
El santuario de Nuestra Señora de la Encarnación y Ermita del Cristo de la Antigua (Monumento Histórico Artístico Nacional desde 1981), que cuenta con un artesonado mudéjar, un camarín con pinturas murales del siglo XVIII dedicado a la Virgen y otro rococó bajo la cúpula donde se encuentra el Cristo de la Antigua.
Junto al Santuario se encuentran las ruinas de una fortaleza musulmana, de la que destaca la torre conocida como Ojos del Diablo; debajo de todo ello, sin que se conserve actualmente resto visible alguno, hubo un primitivo cementerio de los siglos XVIII y XIX.

## Fiestas y celebraciones

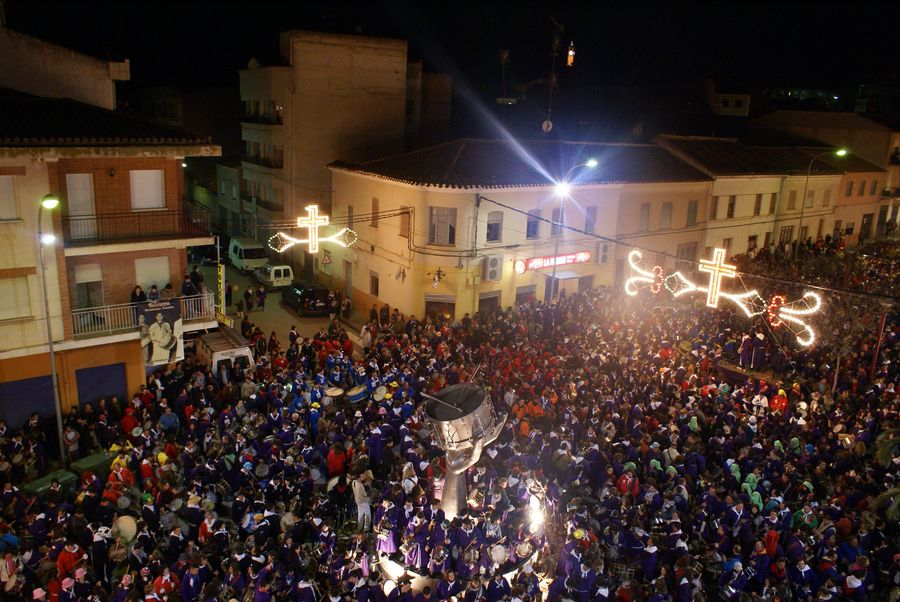
Tamborada de Tobarra

### Fiestas patronales
Los patronos de Tobarra son el Santísimo Cristo de la Antigua y la Santísima Virgen de la Encarnación, cuyas imágenes se veneran en el Santuario de la Encarnación, las fiestas patronales dan comienzo el segundo domingo de mayo, con las tradicionales pujas y la bajada de los patronos a la Iglesia de la Asunción, en la cual se realizan misas y novenas en su honor, además de la ofrenda de flores a la patrona en la que participan hombres, mujeres, niños y niñas ataviados con los trajes regionales de manchegos, serranas y espigadoras. Las fiestas patronales terminan el penúltimo sábado de dicho mes, con una solemne procesión de los patronos por todo el pueblo y con la subida al santuario.

### Fiestas de San Roque
Comienzan el 14 de agosto, con el tradicional desfile de carrozas y acaban el 21 de dicho mes; durante su desarrollo se celebran, actos deportivos y musicales, festejos taurinos, con la tradicional corrida de la paloma, así como actos culturales, entre los que destacan los prestigiosos juegos florales, tradicional manifestación poética y literaria, constituyendo la atracción cumbre de esta celebración.

### Fiestas de San Antón
En el mes de enero y coincidiendo con la festividad del 17 de enero, San Antonio Abad, se celebran en Tobarra las fiestas del popular barrio de San Antón. Se inician con la procesión del castillo, que se desarrolla en la noche del 16 al 17 de enero, donde la imagen, es portada a hombros por los vecinos y recorre las calles de Ramón y Cajal, Tercera del Collado, Travesía y La Parra para terminar en la iglesia de su nombre. Al finalizar, se realiza el tradicional castillo de fuegos artificiales.
Durante los días de su celebración, se realizan novenas al santo, postulaciones por el pueblo y pedanías, las tradicionales pujas y carretillas de la calle de la Parra, además de otras actividades musicales y gastronómicas.

### Carnavales
Además de su reconocida Semana Santa, esta localidad albaceteña celebra cada año varios actos con motivo de los carnavales. Entre esos actos significativos destacan los desfiles por las calles de Tobarra. Siguiendo la tradición local, se celebra antes de la cuaresma cristiana, pero en la localidad las celebraciones tienen lugar durante la semana posterior a las fechas de celebración en el resto de localidades de España. Las actividades comienzan con un desfile infantil, el martes de dicha semana, variando las fechas según los años; a continuación, se ofrece una merienda a los participantes, en la Plaza de Toros del pueblo, que data de 1873, según El Cossío. Esa misma semana, el sábado, se realiza el desfile de adultos, aunque participa gente de toda edad, normalmente en grupos. Tras el desfile, un jurado ad hoc entrega varios premios a diferentes grupos, como al mejor disfraz o al más original.

## Hermanamientos
- Híjar (España)